# Liberty: In Our Cosmos
Liberty: In Our Cosmos – drugi album studyjny południowokoreańskiej grupy Cravity, wydany 22 marca 2022 roku przez wytwórnię Starship Entertainment. Płytę promował singel „Adrenaline”.

## Lista utworów
| CD | CD                             | CD                                                  | CD                                                 | CD                  | CD      |
| Nr | Tytuł utworu                   | Tekst                                               | Kompozycja                                         | Aranżacja           | Długość |
| -- | ------------------------------ | --------------------------------------------------- | -------------------------------------------------- | ------------------- | ------- |
| 1. | „Adrenaline”                   | Hwang Yu-bin, Kim Hye-jin, Brother Su, Serim, Allen | Stereo14, Christoffer Semelius, H. Kenneth         | Stereo14            | 3:14    |
| 2. | „Pow!”                         | Hwang, Serim, Allen                                 | Stereo14, Woong Kim, Albin Nordqvist               | Stereo14, Woong Kim | 2:51    |
| 3. | „Boppin”                       | PCDC                                                | PCDC                                               | PCDC                | 3:36    |
| 4. | „Chandelier”                   | Exy                                                 | Harold Philippon, Kim Yeon-seo, Alexander Karlsson | Alawn               | 3:01    |
| 5. | „Flip the Frame”               | PCDC                                                | PCDC                                               | PCDC                | 3:22    |
| 6. | „Maybe Baby” (kor. 좋아하나봐) | PCDC                                                | PCDC                                               | PCDC                | 2:50    |
| 7. | „Late Night”                   | Junji, 1Hz                                          | Junji, 1Hz                                         | Junji, 1Hz          | 3:09    |
| 8. | „Outro: In Our Cosmos”         | Junji, Serim, Allen                                 | Shin Ki-hyun, 1Hz, Junji                           | Shin Ki-hyun, 1Hz   | 1:27    |

## Notowania
| Lista                        | Pozycja | Źr.   |
| ---------------------------- | ------- | ----- |
| South Korean Albums (Circle) | 1       | [ 2 ] |
| Japanese Albums (Oricon)     | 31      | [ 3 ] |

## Sprzedaż
| Kraj             | Sprzedaż |
| ---------------- | -------- |
| Korea Południowa | 156 719+ |